# 截面 (幾何)
幾何學和科學中的截面（英語：Cross section），是指一三維空間下的物體和一平面相交所產生的交集。截面的面積稱為截面積。將一個物體切成許多片，就會產生多個平行的截面。三維空間中，若截面平行定義此座標的截面，該截面的輪廓稱為等高線，例如地勢圖中的山和與地面平行的平面產生截面，其等高線則表示一群有相冋相对高度地點的集合。

## 定義
若平面和三維立體相交，則其交集即為截面。
立體截面的形狀和截面所在平面和立體的關係而定。例如，球的所有截面都是圓盤，立方體的截面則視平面相對立體的位置而定；若截面平面和立方體的平面平行，其截面形狀會是方形，若截面和穿過立方體對角的對角線垂直，截面也可能是一點、三角形或是六邊形。

## 面積
祖暅原理說明若兩個固體對應的截面積相等，則其體積相等。
一物體以特定角度觀看時的截面積（{\displaystyle A'}）是該物體在此角度下正交投影的總面積。例如一高為h，半徑為r的圓柱，若沿著其中心軸，其截面積{\displaystyle A'=\pi r^{2}}，若沿著任一個和中心軸垂直的線，其截面積 {\displaystyle A'=2rh}。一個半徑為r的球體，在任意角度下的截面積均為{\displaystyle A'=\pi r^{2}}。一物體的截面積可由下式的曲面積分求得：
{\displaystyle A'=\iint \limits _{\mathrm {top} }d\mathbf {A} \cdot \mathbf {\hat {r}} ,}
其中
{\displaystyle \mathbf {\hat {r}} }為沿著指定方向的單位向量
{\displaystyle d\mathbf {A} }是單位表面積向量，向量方向為往外的法向量。
而且上述積分只針對物體最上方的表面，也就是以觀者角度可見的那一面。對於一個凸体的物體，從觀者角度到物體的射線都會和物體的表面交會二次。因此上述積分可以以取絕對值的方式，針對整個表面計算，再除以2得到截面積如下：
{\displaystyle A'={\frac {1}{2}}\iint \limits _{A}|d\mathbf {A} \cdot \mathbf {\hat {r}} |}

## 腳註
1. ↑  Swokowski 1983，p. 296